# Amaurornis moluccana
Galinha-do-mato-das-molucas ou franga-de-água-de-cauda-ruiva (Amaurornis moluccana) é uma espécie de ave da família Rallidae.
Pode ser encontrada nos seguintes países: Austrália, Indonésia, Papua-Nova Guiné e Ilhas Salomão.
Os seus habitats naturais são: florestas subtropicais ou tropicais húmidas de baixa altitude.
Descrição
A galinha-do-mato tem um tamanho médio, com comprimento do corpo entre 25 e 30 cm, [2] comprimento da asa de 140 a 155 mm, comprimento do bico de 28 a 33 mm e peso entre 150 e 210 gramas. [3] Ele tem um corpo cinza-azulado opaco, asas e cauda marrons. [4] Sua clavícula de cor pálida epônima e a medula inferior são descritas de várias maneiras como castanho-amarelado, [3] marrom-avermelhado, [2] marrom-avermelhado [5] ou marrom-avermelhado. [4]
O bico é característico de ser verde limão com um escudo frontal vermelho alaranjado durante a reprodução e verde mais opaco sem vermelho quando não reproduzida. [3] [2] As pernas são amarelo-oliva e os olhos escuros. [3] Não há diferença aparente entre os sexos. Os juvenis são mais claros.
Comportamento e ecologia
A galinha do mato é um pássaro tímido e reservado, melhor visto ao amanhecer, anoitecer ou quando nublado. É encontrada em vegetação baixa e densa nas margens de cursos d'água ou pântanos. O pássaro é melhor detectado por seus chamados altos e distintos, que incluem cacarejos e cliques, gritos ou uivos. [3] [2]
A ave é encontrada na Austrália, nas Ilhas Molucas, na Nova Guiné, no Arquipélago Bismarck e nas Ilhas Salomão. Na Austrália, ele é encontrado principalmente nas regiões costeiras e subcoastais da extremidade superior do Território do Norte e da Península do Cabo York ao sul, através do leste de Queensland até o nordeste de NSW. Eles parecem ser escassos na extremidade superior do Território do Norte e na região de Kimberly, na Austrália Ocidental. [3] [2]
A Lista Vermelha da IUCN identifica seu status de conservação como de menor preocupação. [10] Seu status de conservação em New South Wales está listado como Vulnerável, no Território do Norte como Quase Ameaçado e em Queensland como Menos Preocupante.